# Helena Tulve

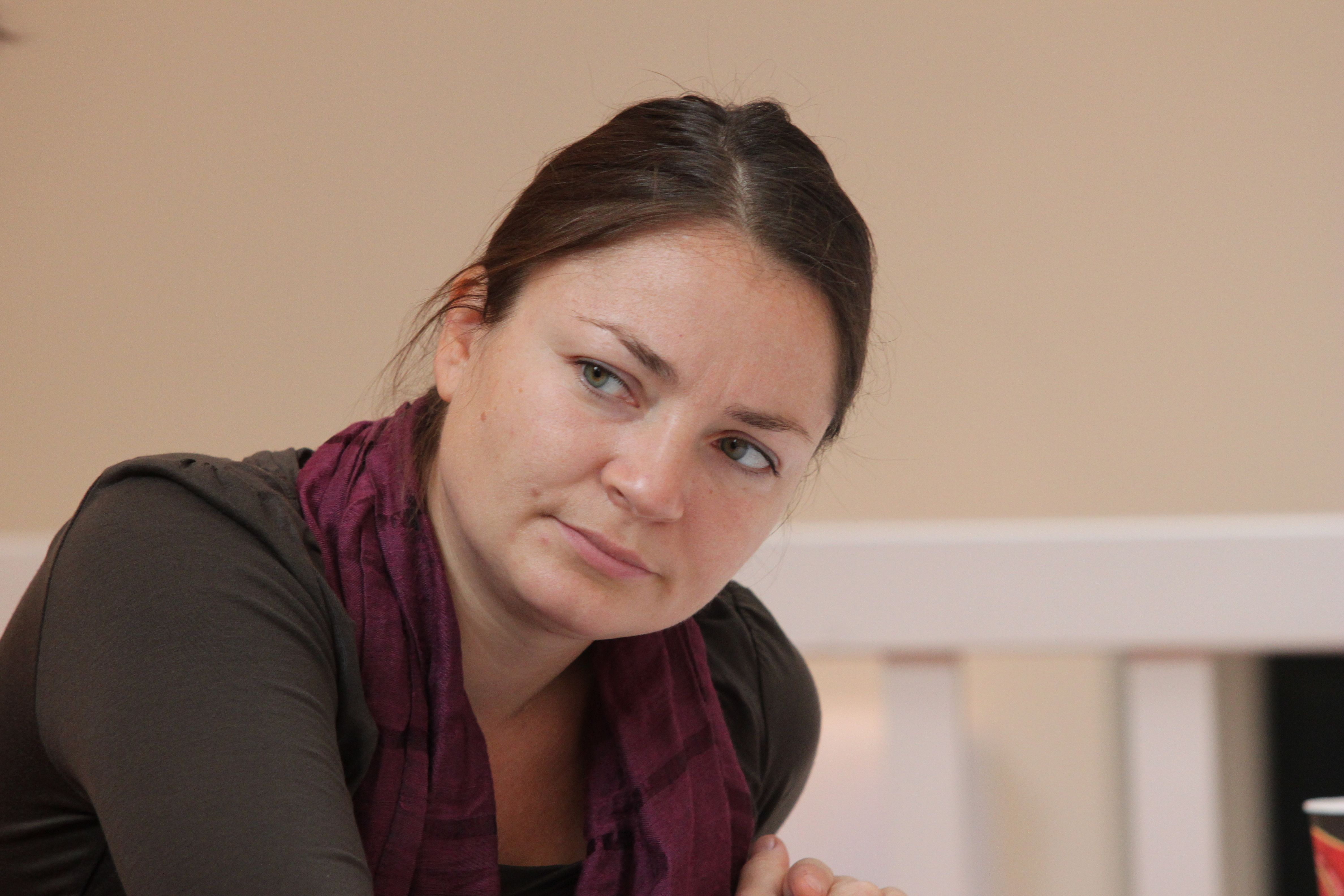
Helena Tulve

Helena Tulve (Tartu, 28 april 1972) is een Estisch componiste.
Haar eerste muziekopleiding kreeg ze op het muziekgymnasium van Tallinn van Alo Poldmäe. Later studeerde ze aan het conservatorium van Tallinn (1989-1992) bij Erkki-Sven Tüür, van wie ze lange tijd de enige leerling was. Ze kreeg de vrijheid, in tegenstelling tot haar voorgangers om in Parijs te gaan studeren aan het Conservatoire supérieur de musique bij Jacques Carpentier. Haar afstudeerproject verdiende de eerste prijs. Tussen 1993 en 1996 studeerde ze Gregoriaanse zang aan dezelfde instelling. Later studeerde ze aan het IRCAM, waar ze in contact kwam met de spectralisten, en volgde ze masterclasses bij György Ligeti en Marco Stroppa.
Haar muziek draagt vaak het stempel van dé Estse componist van na de Tweede Wereldoorlog Arvo Pärt. Hij wordt / werd beschouwd als een van de componisten van de nieuwe generatie componisten (geheel onderdrukt door het Sovjet-regime). Tüür werd gezien als de tweede generatie, weliswaar nog onderdrukt, maar enige vrijheden waren toegestaan. Van Pärt heeft ze de sereniteit overgenomen, een kalme soort gedragen muziek. Van Tüür heeft ze de drukte overgenomen. Haar werken kunnen dus het best omschreven worden als serene drukte. Daarin is dan verwerkt de spectrale muziek uit Frankrijk en invloeden van Gregoriaanse muziek. In opdracht van het Nederlands Kamerkoor schreef ze in 2007 I Am a River. In 2008 kwam haar eerste album voor ECM New Series uit onder de Nederlandse titel Lijnen. Het titelwerk is een toonzetting van een gedicht van Roland Jooris.
In 2001/02 was ze composer in residence bij het Filharmonisch Kamerkoor van Estland en in 2012/13 was ze dit bij het Nationaal Symfonieorkest van Estland. In opdracht van musica femina münchen ging Hingamisveele/To the breathing water in première met het Münchens kamerorkest in het Prinzregententheater in 2011.
Sinds 2000 doceert Tulve aan de Estische Muziek- en Theateracademie en sinds 2015 is ze artistiek leider van de Estische Muziekdagen (Eesti Muusika Päevad). Ze is bestuurslid van de Estische Auteursvereniging (EAÜ) en vertegenwoordigt deze in het bestuur van het informatiecentrum voor Estische Muziek (EMIC).

## Selectie van werken
- Hingamisveele (2011)
- Reyah hadas ´ala voor mannenkoor en authentieke instrumenten (2005, tekst van Shalom Shabazi)
- Lendajad (Vliegers) voor versterkte dwarsfluit (2005)
- ligne d´horizon voor ensemble (2005)
- lumineux/opaque alternatieve versie voor klarinet, cello, piano en drie wijnglazen (2004)
- kameropera It Is Getting So Dark (2003/04, tekst door Sei Shōnagon)
- …il neige voor klavecimbel en kannel (2004)
- nec ros, nec pluvia… voor strijkkwartet (2004)
- effleurements, éclatements… voor gitaar en percussie (2003)
- abysses voor fluit en ensemble (2003)
- Lijnen voor sopraan en ensemble (2003)
- delta soundscape voortape (2003)
- Vie secrète voor kamerkoor (2002)
- lumineux / opaque voor viool, cello, piano en 3 wijnglazen (2002)
- Valvaja  voor hobo solo (2002)
- Cendres voor ensemble (2001)
- Traces voor ensemble (2001)
- Vertige voor piano (2000)
- Ithaque voor vrouwenstem, viool en piano (2000)
- Sula (Dooi) voor orkest (1999, opdracht van NYYD Festival)
- Passage secret voor twee klarinetten (1999)
- Sans titre voor klavecimbel (1999, opdracht van NYYD Festival voor Jukka Tiensuu)
- Sinine (Blauw) voor kamerensemble (1998, opdracht van NYYD Ensemble)
- à travers voor kamerensemble (1998, opdracht van NYYD Ensemble)
- Öö (Night) voor saxofoon kwartet (1997, voor Stockholm Saxofoonkwartet, première op het NYYD Festival '97)
- Sõnajalad (Varens) voor stem en piano op tekst van Karl Ristikivi (1994)
- Saar (Eiland) voor viool en klarinet (1993)
- Exodus voor kamerkoor (1992/93)
- Lethe voor kamerensemble (1991, fl., ob., cl., pn., vc.)
- Phainomenon voor piano, percussie en tape (1989/90)

## Individuele referenties
1. ↑  Website musica femina münchen e. V. aan alle componisten in opdracht, geraadpleegd op 25 maart 2025.

- Bibliothèque nationale de France: cb16684361p (data)
- CiNii: DA15391116
- Gemeinsame Normdatei: 124432840
- International Standard Name Identifier: 0000 0001 1007 7990
- Library of Congress Control Number: no2004057402
- Nationale Bibliotheek van Letland: 000118720
- MusicBrainz: ac05f3c4-a11f-44e7-ae51-528d6ab08be0
- Nationale Bibliotheek van Tsjechië: mzk2010597389
- Réseau des bibliothèques de Suisse occidentale: 02-A024912706
- Système universitaire de documentation: 251495256
- Virtual International Authority File: 119168605
- WorldCat: E39PBJpjbPFfYP4fCQ63TWb68C